# Abd ar-Ra’uf al-Kasm
Abd ar-Ra’uf al-Kasm, arab. ‏عبد الرؤوف الكسم‎ (ur. 1932) – syryjski polityk, premier Syrii w latach 1980–1987.

## Życiorys
Pochodzi z zamożnej rodziny mieszczańskiej z Damaszku. Jest sunnitą. Ukończył studia (doktorat) w zakresie architektury na Uniwersytecie Damasceńskim. Był członkiem syryjskiej partii Baas.
W 1980 objął urząd premiera Syrii. Był też członkiem Przywództwa Regionalnego partii Baas.
Mimo odmiennego pochodzenia społecznego niż większość najbliższych współpracowników Hafiza al-Asada cieszył się znacznym zaufaniem prezydenta Syrii. W 1983, gdy al-Asad był poważnie chory, wskazał al-Kasma jako jednego z członków sześcioosobowego komitetu, który w razie jego śmierci miał tymczasowo objąć władzę w kraju. Dzięki wsparciu al-Asada al-Kasm mógł jako premier prowadzić dość samodzielną politykę. Kilkakrotnie wdawał się w spory z wpływowymi oficerami, lecz pozostawał na stanowisku. Został zmuszony do dymisji dopiero po sporze z wieloletnim przyjacielem al-Asada i ministrem obrony Mustafą Talasem, po tym, gdy próbował powstrzymać przemyt na granicy libańsko-syryjskiej.